# Kōdai Sano
Kōdai Sano (in giapponese 佐野 航大?; Tsuyama, 25 settembre 2003) è un calciatore giapponese, centrocampista del N.E.C., della nazionale Under-23 giapponese e della nazionale giapponese.

## Biografia
È fratello minore del calciatore Kaishū Sano.

## Carriera

### Club
Kōdai Sano ha iniziato a giocare a calcio nel Fagiano Okayama dove ha firmato il suo primo contratto professionistico nell'ottobre 2021.
Il 17 agosto 2023 è stato ceduto a titolo definitivo al N.E.C. con cui ha firmato un contratto di cinque anni. Ha debuttato con il club olandese il 16 settembre nell'incontro di Eredivisie perso 4-0 contro il PSV.

### Nazionale
Nel 2023 è stato convocato dal Giappone Under-20 per il Campionato mondiale di calcio Under-20 2023 ed alla Coppa d'Asia Under-20 2023.
Viene convocato per la prima volta in nazionale maggiore da Hajime Moriyasu nel maggio 2025, in vista delle gare di qualificazione al campionato del mondo 2026 contro Australia e Indonesia, esordendo nel successo per 6-0 contro quest'ultima.

## Statistiche

### Presenze e reti nei club
Statistiche aggiornate al 6 dicembre 2023.
| Stagione        | Squadra         | Campionato      | Campionato | Campionato | Coppe nazionali | Coppe nazionali | Coppe nazionali | Coppe continentali | Coppe continentali | Coppe continentali | Altre coppe | Altre coppe | Altre coppe | Totale | Totale | Totale |
| Stagione        | Squadra         | Comp            | Pres       | Reti       | Comp            | Pres            | Reti            | Comp               | Pres               | Reti               | Comp        | Pres        | Reti        | Pres   | Reti   |        |
| --------------- | --------------- | --------------- | ---------- | ---------- | --------------- | --------------- | --------------- | ------------------ | ------------------ | ------------------ | ----------- | ----------- | ----------- | ------ | ------ | ------ |
| 2022            | Fagiano Okayama | J2              | 29         | 3          | CG+CdL          | 0               | 0               |                    | -                  | -                  |             | -           | -           | 29     | 3      |        |
| 2023            | Fagiano Okayama | J2              | 20         | 2          | CG+CdL          | 0+1             | 0               |                    | -                  | -                  |             | -           | -           | 21     | 2      |        |
| 2023-2024       | N.E.C.          | ED              | 4          | 0          | CO              | 0               | 0               |                    | -                  | -                  |             | -           | -           | 4      | 0      |        |
| Totale carriera | Totale carriera | Totale carriera | 53         | 5          |                 | 1               | 0               |                    | -                  | -                  |             | -           | -           | 54     | 5      |        |

### Cronologia presenze e reti in nazionale
| Cronologia completa delle presenze e delle reti in nazionale ― Giappone | Cronologia completa delle presenze e delle reti in nazionale ― Giappone | Cronologia completa delle presenze e delle reti in nazionale ― Giappone | Cronologia completa delle presenze e delle reti in nazionale ― Giappone | Cronologia completa delle presenze e delle reti in nazionale ― Giappone | Cronologia completa delle presenze e delle reti in nazionale ― Giappone | Cronologia completa delle presenze e delle reti in nazionale ― Giappone | Cronologia completa delle presenze e delle reti in nazionale ― Giappone |
| Data                                                                    | Città                                                                   | In casa                                                                 | Risultato                                                               | Ospiti                                                                  | Competizione                                                            | Reti                                                                    | Note                                                                    |
| ----------------------------------------------------------------------- | ----------------------------------------------------------------------- | ----------------------------------------------------------------------- | ----------------------------------------------------------------------- | ----------------------------------------------------------------------- | ----------------------------------------------------------------------- | ----------------------------------------------------------------------- | ----------------------------------------------------------------------- |
| 10-6-2025                                                               | Suita                                                                   | Giappone                                                                | 6 – 0                                                                   | Indonesia                                                               | Qual. Mondiali 2026                                                     | -                                                                       | 61’                                                                     |
| Totale                                                                  |                                                                         | Presenze                                                                | 1                                                                       |                                                                         | Reti                                                                    | 0                                                                       |                                                                         |

| Cronologia completa delle presenze e delle reti in nazionale ― Giappone under 23 | Cronologia completa delle presenze e delle reti in nazionale ― Giappone under 23 | Cronologia completa delle presenze e delle reti in nazionale ― Giappone under 23 | Cronologia completa delle presenze e delle reti in nazionale ― Giappone under 23 | Cronologia completa delle presenze e delle reti in nazionale ― Giappone under 23 | Cronologia completa delle presenze e delle reti in nazionale ― Giappone under 23 | Cronologia completa delle presenze e delle reti in nazionale ― Giappone under 23 | Cronologia completa delle presenze e delle reti in nazionale ― Giappone under 23 |
| Data                                                                             | Città                                                                            | In casa                                                                          | Risultato                                                                        | Ospiti                                                                           | Competizione                                                                     | Reti                                                                             | Note                                                                             |
| -------------------------------------------------------------------------------- | -------------------------------------------------------------------------------- | -------------------------------------------------------------------------------- | -------------------------------------------------------------------------------- | -------------------------------------------------------------------------------- | -------------------------------------------------------------------------------- | -------------------------------------------------------------------------------- | -------------------------------------------------------------------------------- |
| 11-6-2024                                                                        | Kansas City                                                                      | Stati Uniti under 23                                                             | 0 – 2                                                                            | Giappone under 23                                                                | Amichevole                                                                       | -                                                                                | 80’                                                                              |
| Totale                                                                           |                                                                                  | Presenze                                                                         | 1                                                                                |                                                                                  | Reti                                                                             | 0                                                                                |                                                                                  |

| Cronologia completa delle presenze e delle reti in nazionale ― Giappone under 20 | Cronologia completa delle presenze e delle reti in nazionale ― Giappone under 20 | Cronologia completa delle presenze e delle reti in nazionale ― Giappone under 20 | Cronologia completa delle presenze e delle reti in nazionale ― Giappone under 20 | Cronologia completa delle presenze e delle reti in nazionale ― Giappone under 20 | Cronologia completa delle presenze e delle reti in nazionale ― Giappone under 20 | Cronologia completa delle presenze e delle reti in nazionale ― Giappone under 20 | Cronologia completa delle presenze e delle reti in nazionale ― Giappone under 20 |
| Data                                                                             | Città                                                                            | In casa                                                                          | Risultato                                                                        | Ospiti                                                                           | Competizione                                                                     | Reti                                                                             | Note                                                                             |
| -------------------------------------------------------------------------------- | -------------------------------------------------------------------------------- | -------------------------------------------------------------------------------- | -------------------------------------------------------------------------------- | -------------------------------------------------------------------------------- | -------------------------------------------------------------------------------- | -------------------------------------------------------------------------------- | -------------------------------------------------------------------------------- |
| 31-5-2022                                                                        | Fos-sur-Mer                                                                      | Giappone under 20                                                                | 1 – 0                                                                            | Algeria under 20                                                                 | Torneo di Tolone 2022 - 1º turno                                                 | -                                                                                | 79’                                                                              |
| 6-6-2022                                                                         | Fos-sur-Mer                                                                      | Giappone under 20                                                                | 1 – 2                                                                            | Colombia under 20                                                                | Torneo di Tolone 2022 - 1º turno                                                 | -                                                                                | 72’                                                                              |
| 10-6-2022                                                                        | Mallemort                                                                        | Argentina under 20                                                               | 3 – 2                                                                            | Giappone under 20                                                                | Torneo di Tolone 2022 - Play-off 5º posto                                        | -                                                                                | 58’                                                                              |
| 12-9-2022                                                                        | Vientiane                                                                        | Laos under 20                                                                    | 0 – 4                                                                            | Giappone under 20                                                                | Qualificazioni Coppa d'Asia AFC Under-20 2023                                    | -                                                                                |                                                                                  |
| 16-9-2022                                                                        | Vientiane                                                                        | Palestina under 20                                                               | 0 – 8                                                                            | Giappone under 20                                                                | Qualificazioni Coppa d'Asia AFC Under-20 2023                                    | -                                                                                |                                                                                  |
| 18-9-2022                                                                        | Vientiane                                                                        | Giappone under 20                                                                | 1 – 0                                                                            | Yemen under 20                                                                   | Qualificazioni Coppa d'Asia AFC Under-20 2023                                    | -                                                                                |                                                                                  |
| 17-11-2022                                                                       | San Pedro del Pinatar                                                            | Giappone under 20                                                                | 3 – 2                                                                            | Slovacchia under 20                                                              | Amichevole                                                                       | -                                                                                | 55’                                                                              |
| 19-11-2022                                                                       | San Pedro del Pinatar                                                            | Spagna under 20                                                                  | 0 – 1                                                                            | Giappone under 20                                                                | Amichevole                                                                       | -                                                                                | 56’                                                                              |
| 3-3-2023                                                                         | Tashkent                                                                         | Giappone under 20                                                                | 2 – 1                                                                            | Cina under 20                                                                    | Coppa d'Asia AFC Under-20 2023 - 1º turno                                        | -                                                                                | 56’                                                                              |
| 6-3-2023                                                                         | Tashkent                                                                         | Kirghizistan under 20                                                            | 0 – 3                                                                            | Giappone under 20                                                                | Coppa d'Asia AFC Under-20 2023 - 1º turno                                        | 1                                                                                | 49’ 78’                                                                          |
| 12-3-2023                                                                        | Tashkent                                                                         | Giappone under 20                                                                | 2 – 0                                                                            | Giordania under 20                                                               | Coppa d'Asia AFC Under-20 2023 - Quarti di finale                                | -                                                                                | 88’                                                                              |
| 15-3-2023                                                                        | Tashkent                                                                         | Iraq under 20                                                                    | 2 – 2 dts (5 – 3 dtr)                                                            | Giappone under 20                                                                | Coppa d'Asia AFC Under-20 2023 - Semifinale                                      | -                                                                                |                                                                                  |
| 21-5-2023                                                                        | La Plata                                                                         | Senegal under 20                                                                 | 0 – 1                                                                            | Giappone under 20                                                                | Mondiali Under-20 2023 - 1º turno                                                | -                                                                                | 90+4’                                                                            |
| 24-5-2023                                                                        | La Plata                                                                         | Giappone under 20                                                                | 1 – 2                                                                            | Colombia under 20                                                                | Mondiali Under-20 2023 - 1º turno                                                | -                                                                                |                                                                                  |
| 27-5-2023                                                                        | Mendoza                                                                          | Giappone under 20                                                                | 1 – 2                                                                            | Israele under 20                                                                 | Mondiali Under-20 2023 - 1º turno                                                | -                                                                                | 90’                                                                              |
| Totale                                                                           |                                                                                  | Presenze                                                                         | 15                                                                               |                                                                                  | Reti                                                                             | 1                                                                                |                                                                                  |